# 榆次縣城
榆次縣城是位於山西省中部的原榆次縣的縣城，由縣城和南門外的郭城組成。1949年以后，城牆被逐步拆除，僅余幾段土墻。2000年榆次老城大規模旅遊開發拆遷之後，城池街巷已幾乎不見。

## 城池
榆次縣城築，在戰國時代已經存在，確切的始建年代尚未考證清楚，原城址位於今縣城之北側，漢代榆次城築位於今縣城之西南，漢以后榆次縣幾經營立廢徙，確切的城址皆未考證清楚。
隋朝開皇9年，改北齊中都縣仍為榆次縣，在漢城之東北隅築新城，即為直至今天的榆次城所在。最初為土城，周五里，高三丈，基廣四丈，上廣二丈，城牆外有池，有東、南、北三個城門，在後來的唐、宋、遼、金、元等朝代，經歷過史思明、僕固瑒、李克用等，及女真、蒙古等圍攻數次，城池未有大的變動。
明朝景泰元年、成化十九年、二十三年等經過多次增修。
嘉靖年間，城牆經過大規模增修，增築了南關土城（郭城），二十三年，俺答入侵，城牆毀損嚴重，之後修繕。
萬歷三十二年，復開城西門，曰“帶汾”。

## 坊表
舊誌記載城内十三坊为：宣化、善政、育賢、束民、咸甯、陽和、仙桂、時登、咸熙、普潤、德惠、市利、迎恩等。
敕贈坊、孝義坊
至民國年間城內存留有聖諭坊、三世尚書坊、兩賢坊、五岳遷坊、文昌祠坊、城隍廟坊、文廟坊、文昌坊、節孝坊、節孝坊、貞壽坊，鄉貢進士郭曦坊等。

## 衢巷
榆次縣城關舊有“四街三關”之說，列如下：
- 東街：縣前街、城隍廟街、東門街、東地街、城隍廟后街、馬號街、富戶街、鐵匠巷、佛爺巷、三官廟巷、中大街。
- 南街：西門街、南寺街、南大街、順城街、南馬道街、牛肉巷、大乘寺街、壽長街。
- 西街：龍王廟街、任家巷、寇家巷、關廟巷、西湖井巷、北大街、北關西順城街、北關樹林街、北關西黃龍港、北關西道北街、北關西大街
- 北街：泰山廟街、窑子上街、交通街、俞家牌楼街、小井巷、抽斗巷、北寺街、新集街、東湖井巷、北大街、北關東順城街、北關東黃龍港、北關通順巷、北關西大街、北關東大街、北關東道北街、北關羊壕街
- 南關：南關大街、路家街、沙港街、閣東街、閣西街、閣後街、小西門街、張家巷、曹家巷、小西關。
- 大東關：東街、西街、南街、北街。
- 小東關：東大街、白家巷、鄭家巷、郝家巷、李家巷、趙家巷。

## 設施
- 縣署
- 學宮
- 考院
- 演武廳
- 養濟院
- 冰窖
- 農會

### 寺廟
- 榆次文廟
- 關帝廟
- 榆次西門甕城關帝廟
- 護國廟
- 城隍廟
- 馬神廟
- 文昌廟
- 龍王廟
- 西門外龍王廟
- 東嶽廟
- 聖母廟
- 孟母廟
- 馬王廟
- 八蜡廟
- 尹吉甫廟
- 公輸子廟
- 土地祠
- 酇侯祠
- 兩賢祠
- 楊公祠
- 忠義祠
- 節孝祠
- 簫公祠
- 李公祠
- 二童祠
- 魁星閣
- 望捷樓
- 梯雲閣
- 清虛閣
- 大乘寺
- 顯聖寺
- 常樂寺
- 靈壽寺
- 鴻佑寺
- 五印菴
- 化城臺
- 福善庵
- 雨師廟
- 文昌閣
- 真常觀

## 水利
- 黄龙港（天一渠）
- 万春渠
- 官甲口渠
- 小东关渠
- 王村渠
- 杨村渠
- 张庆渠

## 名宦
春秋
- 知徐吾

晉
- 荀藐

唐
- 孫湛

北漢
- 盧守忠

宋
- 文彥博
- 桑安世
- 盛子思
- 李諒

金
- 楊伯元

元
- 張儉
- 侯洪
- 程克明
- 劉鏞

明
- 姚翥
- 劉震
- 宋信
- 梁琮
- 張鐸
- 蘇民
- 鄭德崇
- 張穆
- 陳悃
- 尹倫
- 王宮用
- 黃緯
- 簫大亨
- 姚德重
- 張鶴騰
- 史記事
- 王應楫
- 劉似鼇
- 溫敬
- 宇文鐘

清
- 楊三知
- 王亦宣
- 石鑑
- 錢標
- 汪志伊
- 鄒樹甯
- 顧麟趾
- 崔登雲
- 李寶箴
- 張承熊
- 雷棣榮
- 周之驤
- 李兆慶

## 塚墓

### 周
- 智伯墓

### 北魏
- 左仆射郭祚墓

### 东魏
- 龙骧将军杜何拔墓

### 北齐
- 白显墓
- 司徒中书令韩轨墓
- 可朱浑元墓
- 祁丞相墓

### 唐
- 太保李良臣墓
- 节度使李光进墓
- 太尉李光颜墓
- 金州司马张行墓
- 郝忠墓

### 五代
- 枢密使赵玘璠墓

### 宋
- 王府君墓

### 元
- 登封尉杜怀玉墓
- 教授胡巨源墓
- 平晋尹康庸墓
- 赠清源尹孟祥墓

### 明
- 晋端王墓
- 晋简王墓
- 晋藩新化恭裕王墓
- 晋端王妃王氏墓
- 晋端王夫人院氏墓
- 兵部侍郎寇天叙墓
- 御史赠光禄少卿周鈇墓
- 河南汝宁府知府罗元吉墓
- 御膳房署正罗元祥墓
- 赠太子少保户部尚书褚鑛墓
- 赠太子少保户部尚书禇大全墓
- 南京祭酒阎朴墓
- 大理寺评事升陕西参议瘘署汉中道桑维高墓
- 京兆尹李敏墓
- 太子少保户部尚书褚鈇墓
- 兵科者给事张国儒墓
- 布政使寇阳墓
- 赠御史张九河墓
- 邢部郎中褚应豸墓

### 清
- 布政使桑芸墓
- 山东昌乐县知县王系墓
- 四川布政使李如兰墓
- 四川川南督粮道王燕堂墓
- 副榜阎南图墓
- 江西抚州府知府李馨国墓
- 建威将军湖北提督张彪墓
- 使张村古墓
- 蔺交古墓
- 黄子陂古墓
- 东贾村西南古塚
- 西门外古墓
- 车辋村西北古墓
- 耿宗舜墓